# 簷口

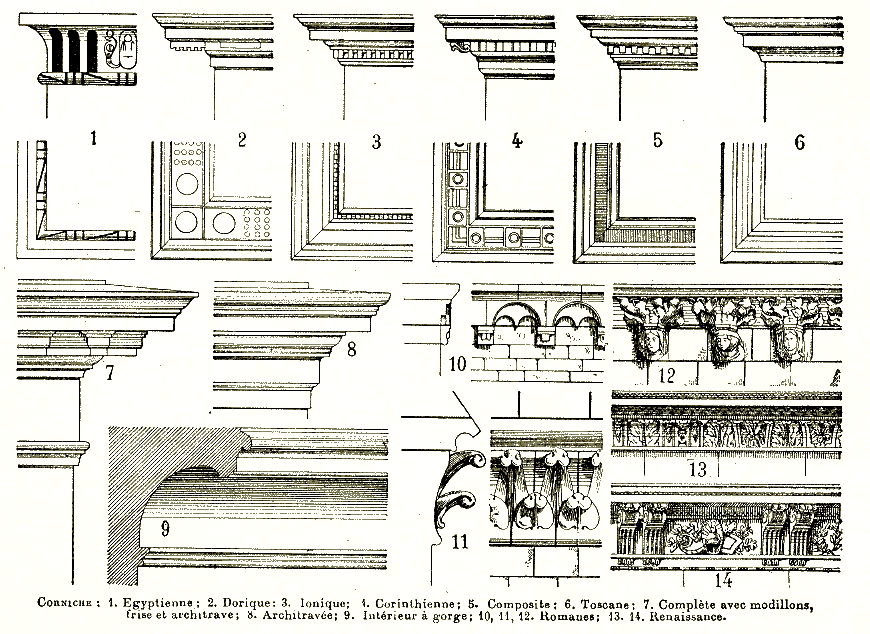
不同西方建築風格的簷口

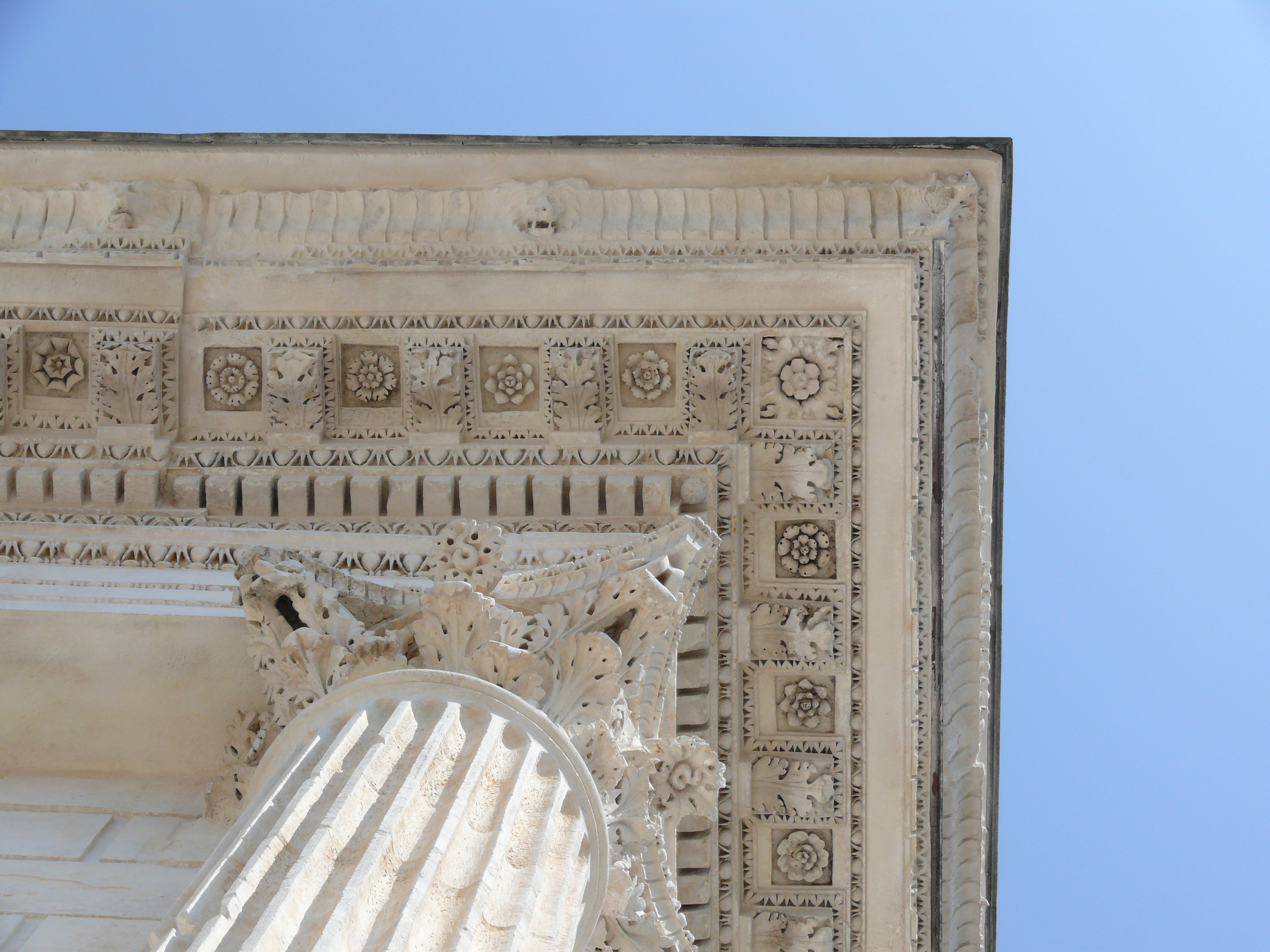
簷口仰視圖

簷口（Cornice）為建築用語，源自於義大利文cornice。是指環繞建築屋頂或牆面：如窗口、陽台或室內空間上方的水平裝飾性線腳構造。簷口凸出於牆面或柱列之外，具有保護牆面，使雨水不直接打在牆面上的作用，同時助於宣洩屋面的雨水。簷口被視為屋簷的一部分，但不等同於屋簷，簷口通常有較多的裝飾，有時較不具有功能性。簷口的功能及位置可被山牆、屋簷及天溝/落水管取代。現代建築的重要要素之一就是省略簷口，因此需要精密的內部排水系統。

## 名稱
名稱源自於義大利文cornice，可追溯至拉丁文cornīx 的或希臘文的korōnís （曲線）。

## 古典主義建築

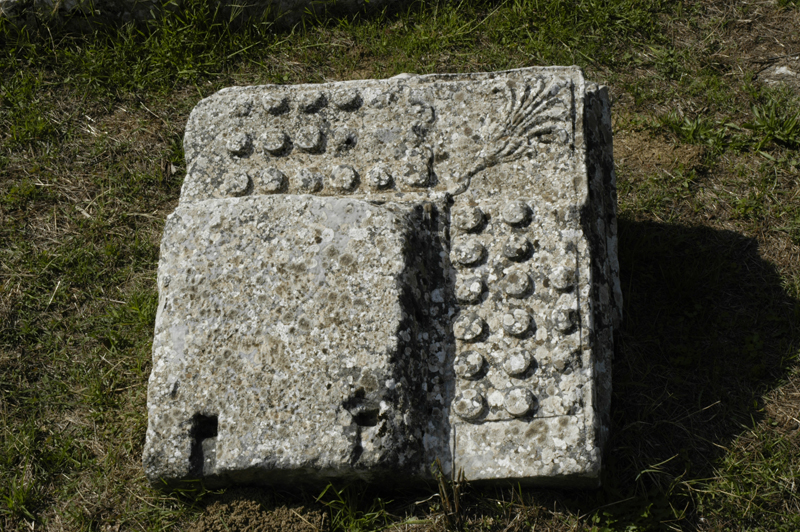
帶有雨珠飾的mutule

在古希臘建築及受其影響後世建築風格中，簷口是古典柱式中最上方的部分，與飾帶、楣梁組合成柱頂。
簷口挑出部分，時常做成一列許多凸出的小方塊（dentils）形式:200，可能源於木造建築的徵稱屋頂的椽木。

## 非古典建築

### 凹弧簷口
凹弧簷口

### 轉角簷口
轉角簷口指出現在簷口和山牆的斜簷口(rake)交接處:67，簷口在轉角處突出的作法，有如斜簷口轉彎呈水平狀，可在新古典主義建築中見到。